# United States Navy
USA's marine,
United States Navy (USN eller U.S. Navy), er den maritime gren af det amerikanske forsvar og en af de seks værn i forsvaret. U.S. Navy er verdens største flåde og dens samlede tonnage er større end de næste 13 flåders tonnage lagt sammen. U.S. Navy er også indehaver af verdens største hangarskibsflåde med 11 operative skibe, en under konstruktion (og yderligere to planlagt ) samt yderligere en i reserve. Flåden havde i januar 2011 328.516 ansatte samt 101.689 i reserve. Flåden har 286 skibe og fartøjer og over 3.700 fly.
Flåden kan spore sine rødder tilbage til Continental Navy, som blev etableret i 1775 under den Amerikanske revolution og blev derefter nedlagt kort efter krigens afslutning. USA's forfatning gav imidlertid det lovmæssige grundlag til at opretholde en stående militær styrke ved at lade kongressen få magten til at skaffe og vedligeholde en flåde.
Piratangreb på amerikanske skibe langs Barbareskkysten i Middelhavet fik kongressen til at benytte sig af sine beføjelser ved at stemme "flådeloven af 1794" der omhandlede bygningen og bemandingen af seks amerikanske fregatter. Disse skibe blev benyttet til at bekæmpe pirateriet langs den afrikanske nordkyst. I det 20. århundrede demonstrerede USA sine flådestyrkers evne ved, i årene 1907-1909, at sejle verden rundt med den Store hvide flåde.
US Navy fastholder i det 21. århundrede en betydelig global tilstedeværelse, og er tilstede i områder som Fjernøsten, Middelhavet og Mellemøsten. Flådens størrelse er enorm og har evner til at ændre lokale politiske situationer ved sin blotte tilstedeværelse. På denne måde er US Navy et tungtvejende politisk redskab.

## Organisation
US Navy er den ene af to grene i Marineministeriet (Department of the Navy), det andet er United States Marine Corps. Marineministeriet er en civil instans med Marineministeren i spidsen. Marineministeriet er underlagt det amerikanske forsvarsministerium. Traditionelt set er den højestrangerende flådeofficer Chief of Naval Operations, en stilling der for tiden bestrides af en 4-stjernet Admiral Gary Roughead. den højestrangerende officer pt. er dog formanden for forsvarsstaben Admiral Michael Mullen.
- 2. Flåde — Atlanterhavet, Norfolk Naval Station, (Norfolk, Virginia)
- 3. Flåde — Nordlige og østlige Stillehav, Naval Air Station North Island, (San Diego Californien)
- 4. Flåde — Caribien, Central- og Sydamerika, Mayport Naval Station, (Jacksonville Florida).
- 5. Flåde — Det Røde Hav, den Persiske Golf og vestlige Indiske Ocean (Manama, Bahrain)
- 6. Flåde — Middelhavet (Gaeta, Italien)
- 7. Flåde — Stillehavet og Det Indiske Ocean (Yokosuka, Japan)

- 1. Flåde eksisterede fra 1947 men blev omdøbt til den 3. Flåde i 1973.

## Baser
US Navy har et stort antal baser med henblik på at støtte militære operationer over hele verden. De fleste af baserne ligger langs øst- og vestkysten af USA, men der findes også baser på andre kontinenter og i andre lande, som eksempelvis Italien og Japan.
- Naval Air Station North Island

## Skibe
- Hangarskibe
  - 10× Nimitz-klassen
  - Gerald R. Ford-klassen (skal gradvist afløse Nimitz-klassen)

- Amfibieskibe
  - 1× Tarawa-klassen (LHA)
  - 8× Wasp-klassen (LHD)
  - 1× America-klassen (LHA)
  - 5× Austin-klassen (LPD)
  - 8× San Antonio-klassen (LPD)
  - 8× Whidbey Island-klassen (LSD)
  - 4× Harpers Ferry-klassen (LSD)

- Krydsere
  - 22× Ticonderoga-klassen

- Destroyere
  - 62× Arleigh Burke-klassen

- Fregatter

- - USS Constitution
  - 10× Oliver Hazard Perry-klassen

- Littoral Combat Ships
  - 2× Freedom-klassen
  - 2× Independence-klassen

- Atomubåde
  - 18× Ohio-klassen (missilubåde)
  - 41× Los Angeles-klassen
  - 3× Seawolf-klassen
  - 11× Virginia-klassen

## Rangorden

### Officersgruppen
| NATO-rang       | OF-10         | OF-9    | OF-8         | OF-7          | OF-6                      | OF-5      | OF-4             | OF-3                 | OF-2            | OF-1                      | OF(D)  | Kadet       |
| --------------- | ------------- | ------- | ------------ | ------------- | ------------------------- | --------- | ---------------- | -------------------- | --------------- | ------------------------- | ------ | ----------- |
| Distinktion     |               |         |              |               |                           |           |                  |                      |                 |                           |        | -           |
| Amerikansk rang | Fleet Admiral | Admiral | Vice Admiral | Rear Admiral  | Rear Admiral (lower half) | Captain   | Commander        | Lieutenant Commander | Lieutenant      | Lieutenant (Junior grade) | Ensign | Findes ikke |
| Dansk rang      | -             | Admiral | Viceadmiral  | Kontreadmiral | Flotilleadmiral           | Kommandør | Kommandørkaptajn | Orlogskaptajn        | Kaptajnløjtnant | Premierløjtnant Løjtnant  | -      | -           |

### Warrant Officergruppen
| NATO-rang       | -                       | -                       | -                       | -                       | -               |
| --------------- | ----------------------- | ----------------------- | ----------------------- | ----------------------- | --------------- |
| Distinktion     |                         |                         |                         |                         |                 |
| Amerikansk rang | Chief Warrant Officer 5 | Chief Warrant Officer 4 | Chief Warrant Officer 3 | Chief Warrant Officer 2 | Warrant Officer |
| Dansk rang      | -                       | -                       | -                       | -                       | -               |

### Sergent og meniggruppen
| NATO rang       | OR-9                                                                      | OR-9                                                            | OR-8                                                            | OR-7                | OR-6                      | OR-5                       | OR-4                      | OR-3             | OR-2                | OR-1                       |
| --------------- | ------------------------------------------------------------------------- | --------------------------------------------------------------- | --------------------------------------------------------------- | ------------------- | ------------------------- | -------------------------- | ------------------------- | ---------------- | ------------------- | -------------------------- |
| Distinktion     |                                                                           |                                                                 |                                                                 |                     |                           |                            |                           |                  |                     | Ingen distinktion          |
| Amerikansk rang | Master Chief Petty Officer of the Navy - Fleet Master Chief Petty Officer | Command Master Chief Petty Officer - Master Chief Petty Officer | Senior Chief Petty Officer - Command Senior Chief Petty Officer | Chief Petty Officer | Petty Officer First Class | Petty Officer Second Class | Petty Officer Third Class | Seaman           | Seaman Apprentice   | Seaman Recruit             |
| Dansk rang      | Chefsergent                                                               | -                                                               | Seniorsergent                                                   | Oversergent         | Findes ikke               | Sergent                    | Korporal                  | Marinespecialist | Marineoverkonstabel | Marinekonstabel Marineelev |